# Killers of the Flower Moon
Killers of the Flower Moon ist ein US-amerikanischer Spielfilm von Martin Scorsese aus dem Jahr 2023. Das Drehbuch stammt von Eric Roth auf Grundlage des gleichnamigen Sachbuchs über die Osage-Morde von David Grann. Leonardo DiCaprio übernahm die Hauptrolle neben Robert De Niro und Lily Gladstone. Damit ist der Film die sechste Zusammenarbeit zwischen Scorsese und DiCaprio und die zehnte zwischen Scorsese und De Niro.
Den Film produzierten Scorseses Sikelia Productions und DiCaprios Appian Way Productions; den Verleih übernahmen Paramount Pictures und Apple TV+. Die Premiere des Films fand im Mai 2023 bei den Internationalen Filmfestspielen von Cannes statt. Der Film startete bei der Oscarverleihung 2024 mit zehn Nominierungen, unter anderem als Bester Film, gewann letztlich aber keine Auszeichnung.

## Handlung
Ältere Angehörige des Osage-Indianerstamms betrauern während eines Rituals den Verlust ihrer Wurzeln und die Assimilation ihrer Abkömmlinge in die Gesellschaft der Weißen. Während einer Wanderung durch ihr neues Reservat in Oklahoma, wo auch ein Feld von blühenden Blumen, das seinem jahreszeitlichen Erscheinen nach als „flower moon“ („Blumenmond“) bezeichnet und titelgebend ist, entdecken junge Angehörige der Osage Erdöl auf ihrem Gebiet. Über Nacht wird der Stamm damit unsagbar reich, doch die Weißen versuchen, den Osage dieses Geld vorzuenthalten. Sie werden unter Vormundschaft gestellt und ein Sachwalter muss ihren Ausgaben zustimmen. Aufgrund des offensichtlichen Reichtums der Osagen und ihrer mangelnden Konsumerfahrenheit verlangen weiße Geschäftemacher und Glücksritter bizarre Preise für Waren und Luxusartikel von ihnen.
1919 kehrt der gierige Ernest Burkhart aus dem Ersten Weltkrieg, wo er als Koch gedient hat, in die Vereinigten Staaten zurück. Er zieht zu seinem Onkel William King Hale, der eine große Ranch in dem Osage-Gebiet besitzt. Er stellt sich als Freund der Osage vor, der ihre Sprache spricht und ihnen helfen will. Er wird von allen nur „King“ genannt. Tatsächlich arbeitet er mit Ernests Bruder Byron und weiteren weißen Männern zusammen, um sich das Vermögen der Osage durch Heirat, Mord und Erbschaft anzueignen. Bereits vor Burkharts Ankunft kam es zu rätselhaften Todesfällen, die von der Justiz nicht untersucht werden. Er stellt seinen Neffen offiziell als Taxifahrer an, doch nachts hilft Burkhart ihm, seinen Reichtum durch zwielichtige Geschäfte, Einschüchterung, Raub und Mord zu mehren. King bringt ihn auch dazu, der Osage-Frau Mollie Kyle den Hof zu machen. Ihrer Familie gehört einiges an Förderrechten. Ernest und Mollie verlieben sich tatsächlich ineinander und heiraten schon bald. Im Laufe der nächsten Jahre bekommen sie drei Kinder.
Hale beginnt Ernest tiefer in seine Geschäfte einzuweihen. Er profitiert von jedem Toten aus Mollies Familie. Mollie selbst ist Diabetikerin, eine Krankheit, deren Auswirkungen damals tödlich waren. Ihre Mutter Lizzie ist ebenfalls schwer krank. Mollies Schwester Minnie stirbt an einer mysteriösen Krankheit und Hale befiehlt im Anschluss, Anna Brown, Mollies rebellische Schwester, umzubringen. Sie wird später tot aufgefunden, was einen Aufschrei durch den Stamm gehen lässt. Sie wurde offenbar getötet, doch nachdem nur mangelhafte Ermittlungen eingeleitet wurden und gleichzeitig das Massaker von Tulsa die Runde macht, bei dem 300 Afroamerikaner von Weißen ermordet wurden, beschließt der Stamm nach einem privaten Ermittler zu schicken.
Nachdem Ernest bei einem weiteren Mordauftrag zunächst scheitert, weil er den Auftragsmörder seinen Wagen stehlen lässt, um die Versicherung zu prellen, dieser jedoch erwischt wird, lernt er Hales bösere Seite kennen. Nach Freimaurer-Manier verprügelt er seinen Neffen mit einem Paddel.
Der private Ermittler William John Burns nimmt sich des Mordes an Anne Brown an, doch er wird von den Schergen von Hale zusammengeschlagen und aus der Stadt vertrieben. Gleichzeitig befiehlt Hale den Mord an Henry Roan, Mollies früherem Osage-Ehemann. Dieser leidet unter Schwermut und ist stark alkoholabhängig. Der Auftragsmörder soll es wie einen Selbstmord aussehen lassen. Er freundet sich mit dem Indianer an. Sie werden Saufkumpanen, doch nach einer durchzechten Nacht erschießt er ihn von hinten anstatt, wie es vorher vereinbart wurde, von vorn, womit Ermittlungen zu seinem Tod zwangsläufig werden.
Nachdem Mollies Mutter Lizzie eines natürlichen Todes starb, befiehlt Hale den Mord an Rita, Mollies letzter lebender Schwester, und ihrem Ehemann Bill Smith. Ernest soll den Mord arrangieren und den Sprengstoffspezialisten Ace Kirby kontaktieren. Ernest geht zum Mörder von Henry und setzt diesen unter Druck, um Kirby ausfindig zu machen und den Mordauftrag zu übermitteln. Kirby verwendet jedoch eine viel zu große Sprengstoffmenge, und es kommt zu einer markerschütternden Explosion, die die ganze Stadt aufweckt und das Haus der Smiths vollständig zerstört. Mollie bricht über den Tod ihrer letzten verbliebenen Schwester zusammen.
Währenddessen wird ihr Diabetes immer schlimmer. Hale spielt weiterhin den Gönner und versorgt sie mit Insulin, das jedoch damals noch experimentell genutzt wurde. Er lässt es von Ernest zusätzlich mit einer „Droge“ versetzen, die sie bei ihren Ermittlungsbemühungen lediglich „etwas bremsen“ soll. Tatsächlich verbirgt sich hinter der Droge ein Gift, das Mollie langsam töten soll. Trotz ihrer fortgeschrittenen Krankheit fährt sie nach den letzten beiden Todesfällen selbst nach Washington, D.C., um Präsident Calvin Coolidge um Hilfe zu bitten. Dieser schickt Tom White als Sonderermittler des neu gegründeten Bureau of Investigation (BOI, später Federal Bureau of Investigation). Zusammen mit einem bunt gemischten Team, das zum Teil offen, zum Teil verdeckt ermittelt, kommen sie schnell den wahren Hintergründen der Todesfälle auf die Spur. Hale reagiert panisch und lässt eine Reihe von Komplizen und Mitwissern ausschalten. Hale lässt Ernest, der mittlerweile stark alkoholabhängig ist und sich zudem selbst in einer Mischung von schlechtem Gewissen und Misstrauen mit dem Insulinzusatz von Mollie langsam vergiftet, eine Police unterschreiben, die dafür sorgen würde, dass ihm Ernests Anteile im Falle seines Todes überschrieben werden. Ernest vertraut seinem Onkel dennoch weiter.
Schließlich wird Ernest verhaftet. Durch Schlafentzug und mit einer Reihe von Zeugen, darunter dem Mörder von Henry, wird er unter Druck gesetzt, gegen seinen Onkel auszusagen. Tom White lässt außerdem Mollie aufsuchen und sie endlich ärztlich behandeln. Es gelingt ihnen, Ernest zu überzeugen gegen seinen Onkel auszusagen, doch schon der erste Prozesstermin gerät zu einem Desaster. Ernest will seine Familie wieder sehen und Tom arrangiert ein Treffen mit seiner Ehefrau. Bei einem Treffen versuchen die gegnerischen Anwälte und Hales Getreue ihn wieder umzudrehen. Dies gelingt ihnen, und als er dies dem BOI mitteilt, wird er erneut als Beschuldigter verhaftet. Als schließlich jedoch seine jüngste Tochter an Keuchhusten stirbt und das BOI ihm klarmacht, dass er seine Familie nie wieder sehen wird, wenn er nicht gegen seinen Onkel aussagt, beschließt er, endlich reinen Tisch zu machen. Vor Gericht gesteht er die Beauftragung der Morde an Henry Roan sowie Bill und Rita Smith. Gleichzeitig belastet er seinen Onkel schwer. Nach dem Prozess trifft er Mollie wieder. Diese stellt ihn zur Rede. Als er behauptet, ihr nur Insulin verabreicht zu haben, verlässt sie den Raum wortlos.
Der Film zeigt nun die Liveaufnahme einer Radiobühnenshow, die im reißerischen Stil die Auswirkungen des Prozesses nachstellt. Ernest und Hale werden beide zu lebenslanger Haft verurteilt. Beide werden nach längerer Haftzeit auf Bewährung entlassen. Byron, der Bruder von Ernest, der an verschiedenen Morden beteiligt war, wird freigesprochen, da sich die Jury nicht auf einen einstimmigen Schuldspruch einigen konnte. Die beiden Ärzte, die für Mollie das Insulin und Gift besorgten, wurden auf Grund von mangelnden Beweisen nie unter Anklage gestellt.
Mollie ließ sich von Ernest scheiden. Die beiden haben sich nie wiedergesehen. Sie heiratete erneut und starb mit 50 an den Folgen ihres Diabetes. Sie wurde bei ihrer Familie beigesetzt, ihrer Mutter, ihren ermordeten Schwestern und ihrer verstorbenen Tochter. In ihrem Nachruf wurden die Morde mit keinem Wort erwähnt. Diese letzten Sätze der Geschichte liest der Regisseur Martin Scorsese selbst als Teil der Radioshow in einer für ihn ungewöhnlich offensichtlichen Cameo-Rolle.
Der Film endet mit der Luftaufnahme eines Powwow-Tanzkreises der Osage in der Gegenwart.

## Hintergrund

### Drehbuchentwicklung
Das Drehbuch basiert auf dem 2017 erschienenen Buch Killers of the Flower Moon: The Osage Murders and the Birth of the FBI des Journalisten David Grann. Eine deutsche Übersetzung von Henning Dedekind erschien im selben Jahr unter dem Titel Das Verbrechen: Die wahre Geschichte hinter der spektakulärsten Mordserie Amerikas im btb Verlag. Bereits früh sicherte sich Paramount das Projekt von der Produktionsfirma Imperative Entertainment, erlaubte jedoch später dem Scorsese- und DiCaprio-Manager Rick Yorn, es anderen Produktionsgesellschaften anzubieten. Als Grund dafür wurden die hohen Kosten von 180 bis 200 Millionen US-Dollar eines Drehs in Oklahoma genannt. Zudem soll Paramount der ursprüngliche Drehbuchentwurf von Eric Roth besser als der von David Grann überarbeitete gefallen haben. Im Mai 2020 sicherte sich schließlich Apple die Produktionsrechte. In Folge würde sie das Projekt finanzieren, die kreative Kontrolle übernehmen und den Film später auch auf dem eigenen Streamingdienst Apple TV+ anbieten. Zuvor kam der Film regulär mit Paramount als Verleih in die weltweiten Kinos. Im Gegensatz zur Vorlage, die vor allem die Perspektive der Ermittler einnimmt, konzentriert sich das Drehbuch in erster Linie auf die Darstellung der Täter und Opfer. Es machte damit Ernest Burkhart und seine Frau Mollie Burkhart zu den Protagonisten des Films.

### Besetzung
In den Hauptrollen sind Leonardo DiCaprio als Ernest Burkhart, Robert De Niro als William Hale und Lily Gladstone als Ernests spätere Ehefrau Mollie zu sehen. Die Entscheidung über die Besetzung der Hauptfiguren fiel relativ spät im Produktionsprozess. Ursprünglich sollte DiCaprio den Part des FBI-Agenten White spielen, der Hales Mordkomplott aufdeckt. Später bestand er darauf, den Part des Neffen zu übernehmen. Daraufhin wurde das Drehbuch umgeschrieben. Die ursprünglich für DiCaprio vorgesehene Rolle wurde an Jesse Plemons vergeben.

### Dreharbeiten
Die Dreharbeiten sollten ursprünglich im Februar 2021 starten und begannen schließlich im April 2021 in Oklahoma. Kameramann war Rodrigo Prieto, für den es die vierte Zusammenarbeit mit Scorsese war. Aufnahmen entstanden in Osage County, speziell in Pawhuska, Fairfax und Bartlesville. Am 13. Mai 2021 zog sich De Niro eine Verletzung am Quadrizeps zu und kehrte nach New York für medizinische Untersuchungen zurück. Die Produktion verzögerte sich dadurch nicht, da weitere Szenen mit De Niro erst im Juni 2021 gedreht werden sollten. Die Dreharbeiten wurden am 1. Oktober 2021 abgeschlossen.

### Veröffentlichung

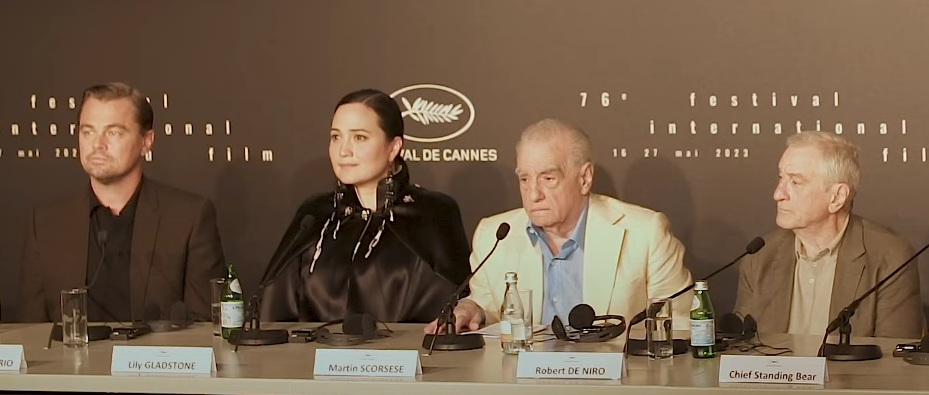
Leonardo DiCaprio, Lily Gladstone, Martin Scorsese und Robert De Niro (v. l. n. r.) bei der Vorstellung des Films im Mai 2023 bei den Filmfestspielen in Cannes

Die Veröffentlichung des Films war für November 2022 erwartet worden. Später wurde die Premiere des Films für den 20. Mai 2023 bei den Internationalen Filmfestspielen von Cannes angekündigt, was auch so geschah. Kinopremiere in Deutschland war der 19. Oktober 2023. Am 12. Januar 2024 wurde der Film weltweit ins Programm von Apple TV+ aufgenommen.

### Filmschnitt und Filmmusik
Für den Schnitt vertraute Scorsese auf seine langjährige Weggefährtin Thelma Schoonmaker, für die Musik zeichnete Robbie Robertson verantwortlich. Mit beiden hat der Regisseur seit Wie ein wilder Stier (1980) zusammengearbeitet. Zwei Monate vor Kinostart des Films verstarb Robbie Robertson, Sohn einer indigenen Kanadierin der Six Nations. Scorsese hat ihm Killers of the Flower Moon gewidmet.
Das Soundtrack-Album mit insgesamt 21 Musikstücken wurde am 20. Oktober 2023 von Sony Masterworks als Download veröffentlicht. Zu einem späteren Zeitpunkt soll das Album auf CD erscheinen.

## Rezeption

### Einspielergebnis
Der Film erreichte bis Ende Dezember 2023 weltweit einen Box-Office-Gesamtumsatz von über 156 Millionen US-Dollar. Davon entfielen 67,2 Millionen US-Dollar in den Vereinigten Staaten und Kanada sowie 88,9 Millionen US-Dollar im Rest der Welt.
In den Vereinigten Staaten und Kanada erreichte der Film am Eröffnungswochenende 20–25 Millionen US-Dollar und wurde in 3621 Kinos gezeigt. Er konkurrierte dabei mit Taylor Swift: The Eras Tour und wurde im Wochenschnitt zweiter, jedoch am Wochenende erster.  Weltweit lag jedoch der indische Actionthriller Leo mit 48,5 Millionen US-Dollar vor Killers of the Flower Moon mit 44 Millionen US-Dollar. Für Scorsese war es der drittbeste Zuschauerschnitt seiner Filme und lag unter anderem vor Kap der Angst. In den beiden Folgewochen erreichte er mit 9 Millionen beziehungsweise 7 Millionen US-Dollar jeweils das drittbeste Einspielergebnis in seinem Heimmarkt.

### Kritik
Von den auf der Website Rotten Tomatoes nach der Premiere aufgeführten 474 professionellen Kritiken sind 93 Prozent positiv bei einer durchschnittlichen Bewertung mit 8,5 von 10 möglichen Punkten. Vom Publikum wurde Scorseses Regiearbeit etwas schlechter bewertet. Das Fazit der Seite lautet, dass Killers of the Flower Moon „in Bezug auf Laufzeit, Thema und Leistung enorm und eine ernüchternde Würdigung der Beziehung Amerikas zu indigenen Völkern“ sei. Es handele sich „um einen weiteren künstlerischen Höhepunkt für Martin Scorsese“ und dessen Filmstab und Schauspieler. Auf der Website Metacritic erhielt das Werk eine Bewertung von 89 von 100 möglichen Punkten, basierend auf mehr als 63 ausgewerteten englischsprachigen Kritiken. Dies entspricht einhelligem Beifall („universal acclaim“) und für Scorseses Regiearbeit wurde eine eindeutige Filmempfehlung („must-see“) ausgesprochen.
Die deutschsprachige Filmkritik nahm Killers of the Flower Moon zum Teil verhaltener auf:
Tobias Kniebe (Süddeutsche Zeitung) fasste den Film nach seiner Premiere in Cannes als „blutiges Wimmelbild eines wahren Verbrechens“ zusammen. Er pries Leonardo DiCaprio und Lily Gladstone für ihre „glaubhafte Chemie“ als Leinwandpaar sowie die Leistung von Robert De Niro als William Hale. Dieser hätte seit Kap der Angst nicht mehr „eine solche Schurkenrolle“ innegehabt. Der Film entfalte „Scorseses großes Lebensthema […] Verbrechen, Dominanz, Unterwerfung und Verrat im engsten Familienkreis und der bittere Preis der Befreiung daraus“. Killers of the Flower Moon sei „packend wie immer, mit starken Sequenzen“ inszeniert. Dennoch hatte Kniebe das Gefühl, dass die Produktion „nicht zu seinen größten Werken gezählt werden wird“. Dies liege „vor allem an der Komplexität der wahren Geschehnisse von damals“. Der Film setze zu sehr auf David Granns Sachbuch, so dass die Zuschauer „der Logik kaum mehr folgen“ könnten und „am Schluss die Motivationen der Handelnden Rätsel“ aufgäben.
Ähnliches bemerkte zum deutschen Kinostart Andreas Kilb (Frankfurter Allgemeine Zeitung), der den Film als „historisch korrekt und erzählerisch matt“ rezensierte. Er kritisierte, dass Killers of the Flower Moon kein „Meisterwerk der Kinoleinwand“ geworden sei, obwohl der Film über „innere und äußere Dramatik, großartige Schauspieler, opulente Kulissen, historische Tiefe, überzeitliche Bedeutung“ verfüge. Er zählte das Werk neben The King of Comedy und Gangs of New York zu einer zweiten Gruppe in der Filmografie des Regisseurs, in der „die Machtverhältnisse zwischen den Männern […] den Gang der Handlung“ bestimmen würden. „Ihr Kern ist Abhängigkeit, ihr Antrieb ist Ambivalenz: Liebe und Hass, Neid und Bewunderung zugleich“, so Kilb. Er pries die Kamera von Rodrigo Prieto und die „Schlusssequenz in Form einer Radiobühnenshow, mit der Scorsese seinen Platz im amerikanischen Mythos“ markiere. Dennoch fehle nach dem ersten Akt, der Hochzeitsfeier zwischen Ernest und Mollie, der männlichen Hauptfigur „ein Motiv“ und die „Prägnanz“. Ernests „stärkster Charakterzug, für Filmhelden fatal“, sei „Gehorsam“. DiCaprio unternehme wenig, um den Zwiespalt seiner Figur zu zeigen und spiele „fast den ganzen Film mit demselben Gesichtsausdruck durch, einer Kombination aus hängenden Mundwinkeln und Büßerblick unter geballten Brauen und Stirnfalten“. Ein „Duell der Scorsese-Giganten De Niro und DiCaprio“, das Killers of the Flower Moon verspreche, fände nicht statt. Gleichzeitig kritisierte er, dass die Gewalt, „ein zentrales Element von Scorseses Kino“, erstmals „illustrativ“ wirke.
Laut Hannah Pilarczyk (Der Spiegel) habe sich Scorsese „mit einer Verve“ in den Stoff gestürzt, „als hätte er zum allerersten Mal ein Budget bekommen, mit dem er sich wirklich alles, was zu seiner Vision des Films gehört, auch leisten“ könne. Die Osage-Mörder würden nicht nur im Titel stehen, ihnen würde auch der Film gehören. Das Drehbuch spinne die Geschichte „zu einer Farce weiter, in der sich De Niro und DiCaprio“ im Überzeichnen ihrer Figuren überbieten würden. Im Gegensatz zur Buchvorlage würde die Entstehung des FBI kaum vorkommen. Auch kritisierte Pilarczyk, dass die Frauenrollen „dürftig“ und die Osage-Figuren unterentwickelt seien. Lily Gladstone dümpele „giftgeschwächt ein Drittel des Films dahin“. Pilarczyk erschloss sich auch nicht, warum für den Film „eine Vorlage mit wahren Verbrechen und wahren Opfern“ benötigt wurde und verwies dabei auf Noah Hawleys Serie Fargo und insbesondere auf deren vierte Staffel. Die Kritikerin mutmaßte, dass aus Killers of the Flower Moon vielleicht eine bessere Miniserie geworden wäre. Diese hätte „Scorseses epischen USA-Erklärergestus auf genauer ausgearbeitete Figuren und Begebenheiten“ herunterbrechen können.
Philipp Stadelmaier vom deutschen Online-Portal Filmdienst vergab vier von fünf möglichen Sternen. Er meinte, der Film wirke „wie eine große Revision des bisherigen Kinos von Martin Scorsese, seiner Geschwindigkeit und seines weißen US-Gangstertums“ und lobte ihn als „meisterliches Spätwerk“, vermutete aber wie Pilarczyk, dass er „als Serie […] besser funktioniert hätte.“ In der Zeitschrift epd Film besprach Gerhard Midding den Film und schrieb „Scorsese inszeniert die Niedertracht mit verzweifelter Nüchternheit. Das Rauschhafte, das in seinen Gangsterfilmen einem Rhythmus von Gier, Versprechen und Erfüllung folgt, stellt sich diesmal erst ein, als das FBI einschreitet. Das korrupte Gemeinwesen soll in einer Kaskade der Verhaftungen und Geständnisse gereinigt werden.“ Von der Jury der evangelischen Filmarbeit wurde der Film in der gleichen Ausgabe zum „Film des Monats“ ernannt. In ihrer Begründung nannten sie den Film „eine überzeugende Kritik am amerikanischen Kolonialismus“ und „sinnliches, bildstarkes Kino“.

### Einsatz im Unterricht
Das Onlineportal kinofenster.de empfiehlt den Film ab der 11. Klasse für die Unterrichtsfächer Geschichte, Politik, Sozialkunde/Gemeinschaftskunde, Englisch und Deutsch und bietet Materialien zum Film für den Unterricht. Dort schreibt Philipp Bühler, in Geschichte und Politik lasse sich die US-amerikanische Politik gegenüber den Native Americans erörtern. Auch wenn sich Scorsese intensiv von den Osage unter Vorsitz deren Oberhaupts Geoffrey Standing Bear beraten ließ, sei dennoch zu fragen, ob in diesem Film mit Starbesetzung die Perspektive der Osage stärker hätte gewichtet werden können. Dennoch erinnere der Film in überaus lohnenden dreieinhalb Stunden an ihre wenig bekannte Geschichte und an ein Leid, das noch heute nachwirke.

### Auszeichnungen
Bei der Oscarverleihung 2024 erhielt das Werk zehn Nominierungen, konnte aber keinen Preis gewinnen. Vom American Film Institute wurde Killers of the Flower Moon in die Liste der zehn herausragendsten Filme des Jahres 2023 aufgenommen. Im IndieWire Critics Poll des Jahres 2023 landete Killers of the Flower Moon auf dem ersten Platz. Im Folgenden eine Auswahl von weiteren Nominierungen und Auszeichnungen.
| Filmpreis/-festival (Auswahl)                    | Kategorie                            | Resultat  | Preisträger/Nominierte                                     |
| ------------------------------------------------ | ------------------------------------ | --------- | ---------------------------------------------------------- |
| AACTA International Awards 2024                  | Bester Film                          | Nominiert | k. A.                                                      |
| AACTA International Awards 2024                  | Beste Regie                          | Nominiert | Martin Scorsese                                            |
| AACTA International Awards 2024                  | Bester Hauptdarsteller               | Nominiert | Leonardo DiCaprio                                          |
| AACTA International Awards 2024                  | Beste Hauptdarstellerin              | Nominiert | Lily Gladstone                                             |
| AACTA International Awards 2024                  | Bester Nebendarsteller               | Nominiert | Robert De Niro                                             |
| AAFCA Awards 2024                                | Top 10 Filme                         | Gewonnen  | k. A.                                                      |
| AAFCA Awards 2024                                | Beste Nachwuchsdarstellerin          | Gewonnen  | Lily Gladstone                                             |
| Alliance of Women Film Journalists Awards 2024   | Bester Film                          | Nominiert | k. A.                                                      |
| Alliance of Women Film Journalists Awards 2024   | Beste Regie                          | Nominiert | Martin Scorsese                                            |
| Alliance of Women Film Journalists Awards 2024   | Bestes adaptiertes Drehbuch          | Nominiert | Martin Scorsese, Eric Roth                                 |
| Alliance of Women Film Journalists Awards 2024   | Beste Hauptdarstellerin              | Gewonnen  | Lily Gladstone                                             |
| Alliance of Women Film Journalists Awards 2024   | Beste Nachwuchsdarstellerin          | Gewonnen  | Lily Gladstone                                             |
| Alliance of Women Film Journalists Awards 2024   | Bestes Schauspielensemble            | Nominiert | Ellen Lewis                                                |
| Alliance of Women Film Journalists Awards 2024   | Beste Kamera                         | Gewonnen  | Rodrigo Prieto                                             |
| Alliance of Women Film Journalists Awards 2024   | Bester Schnitt                       | Gewonnen  | Thelma Schoonmaker                                         |
| Art Directors Guild Awards 2024                  | Bestes Szenenbild – Historienfilm    | Nominiert | Jack Fisk                                                  |
| Artios Awards 2024                               | Bestes Casting – Filmdrama           | Gewonnen  | Ellen Lewis, Rene Haynes, Kate Sprance                     |
| ASC Awards 2024                                  | Beste Kamera – Kinofilm              | Nominiert | Rodrigo Prieto                                             |
| Atlanta Film Critics Circle Awards 2023          | Beste Hauptdarstellerin              | Gewonnen  | Lily Gladstone                                             |
| Atlanta Film Critics Circle Awards 2023          | Beste Nachwuchsdarstellerin          | Gewonnen  | Lily Gladstone                                             |
| Boston Society of Film Critics Awards 2023       | Bestes adaptiertes Drehbuch          | Runner-up | Martin Scorsese, Eric Roth                                 |
| Boston Society of Film Critics Awards 2023       | Beste Hauptdarstellerin              | Gewonnen  | Lily Gladstone                                             |
| Boston Society of Film Critics Awards 2023       | Bestes Schauspielensemble            | Runner-up | k. A.                                                      |
| Boston Society of Film Critics Awards 2023       | Bester Schnitt                       | Gewonnen  | Thelma Schoonmaker                                         |
| Boston Society of Film Critics Awards 2023       | Beste Filmmusik                      | Gewonnen  | Robbie Robertson                                           |
| British Academy Film Awards 2024                 | Bester Film                          | Nominiert | Dan Friedkin, Daniel Lupi, Martin Scorsese, Bradley Thomas |
| British Academy Film Awards 2024                 | Bester Nebendarsteller               | Nominiert | Robert De Niro                                             |
| British Academy Film Awards 2024                 | Beste Filmmusik                      | Nominiert | Robbie Robertson                                           |
| British Academy Film Awards 2024                 | Bestes Casting                       | Nominiert | Ellen Lewis, Rene Haynes                                   |
| British Academy Film Awards 2024                 | Beste Kamera                         | Nominiert | Rodrigo Prieto                                             |
| British Academy Film Awards 2024                 | Bester Schnitt                       | Nominiert | Thelma Schoonmaker                                         |
| British Academy Film Awards 2024                 | Bestes Szenenbild                    | Nominiert | Jack Fisk, Adam Willis                                     |
| British Academy Film Awards 2024                 | Beste Kostüme                        | Nominiert | Jacqueline West                                            |
| British Academy Film Awards 2024                 | Beste Maske                          | Nominiert | Kay Georgiou, Thomas Nellen                                |
| Camerimage 2023                                  | Goldener Frosch – Beste Kamera       | Nominiert | Rodrigo Prieto, Martin Scorsese                            |
| Chicago Film Critics Association Awards 2023     | Bester Film                          | Gewonnen  | k. A.                                                      |
| Chicago Film Critics Association Awards 2023     | Beste Regie                          | Nominiert | Martin Scorsese                                            |
| Chicago Film Critics Association Awards 2023     | Bestes adaptiertes Drehbuch          | Gewonnen  | Martin Scorsese, Eric Roth                                 |
| Chicago Film Critics Association Awards 2023     | Bester Hauptdarsteller               | Nominiert | Leonardo DiCaprio                                          |
| Chicago Film Critics Association Awards 2023     | Beste Hauptdarstellerin              | Nominiert | Lily Gladstone                                             |
| Chicago Film Critics Association Awards 2023     | Beste Kamera                         | Nominiert | Rodrigo Prieto                                             |
| Chicago Film Critics Association Awards 2023     | Beste Filmmusik                      | Gewonnen  | Robbie Robertson                                           |
| Chicago Film Critics Association Awards 2023     | Bester Schnitt                       | Nominiert | Thelma Schoonmaker                                         |
| Chicago Film Critics Association Awards 2023     | Bestes Szenenbild                    | Nominiert | Jack Fisk                                                  |
| Chicago Film Critics Association Awards 2023     | Beste Kostüme                        | Nominiert | Jacqueline West                                            |
| Critics’ Choice Movie Awards 2024                | Bester Film                          | Nominiert | k. A.                                                      |
| Critics’ Choice Movie Awards 2024                | Beste Regie                          | Nominiert | Martin Scorsese                                            |
| Critics’ Choice Movie Awards 2024                | Bestes adaptiertes Drehbuch          | Nominiert | Martin Scorsese, Eric Roth                                 |
| Critics’ Choice Movie Awards 2024                | Bester Hauptdarsteller               | Nominiert | Leonardo DiCaprio                                          |
| Critics’ Choice Movie Awards 2024                | Beste Hauptdarstellerin              | Nominiert | Lily Gladstone                                             |
| Critics’ Choice Movie Awards 2024                | Bester Nebendarsteller               | Nominiert | Robert De Niro                                             |
| Critics’ Choice Movie Awards 2024                | Bestes Schauspielensemble            | Nominiert | k. A.                                                      |
| Critics’ Choice Movie Awards 2024                | Beste Kamera                         | Nominiert | Rodrigo Prieto                                             |
| Critics’ Choice Movie Awards 2024                | Beste Filmmusik                      | Nominiert | Robbie Robertson                                           |
| Critics’ Choice Movie Awards 2024                | Bester Schnitt                       | Nominiert | Thelma Schoonmaker                                         |
| Critics’ Choice Movie Awards 2024                | Bestes Szenenbild                    | Nominiert | Jack Fisk, Adam Willis                                     |
| Critics’ Choice Movie Awards 2024                | Beste Kostüme                        | Nominiert | Jacqueline West                                            |
| Directors Guild of America Awards 2024           | Beste Regie – Kinofilm               | Nominiert | Martin Scorsese                                            |
| Eddie Awards 2024                                | Bester Schnitt – Filmdrama           | Nominiert | Thelma Schoonmaker                                         |
| Golden Globe Awards 2024                         | Bester Film – Drama                  | Nominiert | k. A.                                                      |
| Golden Globe Awards 2024                         | Beste Regie                          | Nominiert | Martin Scorsese                                            |
| Golden Globe Awards 2024                         | Bestes Drehbuch                      | Nominiert | Eric Roth Martin Scorsese                                  |
| Golden Globe Awards 2024                         | Bester Hauptdarsteller – Drama       | Nominiert | Leonardo DiCaprio                                          |
| Golden Globe Awards 2024                         | Beste Hauptdarstellerin – Drama      | Gewonnen  | Lily Gladstone                                             |
| Golden Globe Awards 2024                         | Bester Nebendarsteller               | Nominiert | Robert De Niro                                             |
| Golden Globe Awards 2024                         | Beste Filmmusik                      | Nominiert | Robbie Robertson                                           |
| Gotham Awards 2023                               | Historical Icon & Creator Tribute    | Gewonnen  | Martin Scorsese, Schauspielensemble                        |
| Hollywood Music In Media Awards 2023             | Beste Filmmusik – Spielfilm          | Gewonnen  | Robbie Robertson                                           |
| London Critics’ Circle Film Awards 2024          | Bester Film                          | Nominiert | k. A.                                                      |
| London Critics’ Circle Film Awards 2024          | Beste Regie                          | Nominiert | Martin Scorsese                                            |
| London Critics’ Circle Film Awards 2024          | Beste Hauptdarstellerin              | Nominiert | Lily Gladstone                                             |
| London Critics’ Circle Film Awards 2024          | Beste technische Leistung            | Nominiert | Thelma Schoonmaker                                         |
| Los Angeles Film Critics Association Awards 2023 | Beste Nebenrolle                     | Runner-up | Lily Gladstone                                             |
| Los Angeles Film Critics Association Awards 2023 | Beste Kamera                         | Runner-up | Rodrigo Prieto                                             |
| National Board of Review Awards 2023             | Bester Film                          | Gewonnen  | k. A.                                                      |
| National Board of Review Awards 2023             | Beste Regie                          | Gewonnen  | Martin Scorsese                                            |
| National Board of Review Awards 2023             | Beste Hauptdarstellerin              | Gewonnen  | Lily Gladstone                                             |
| National Board of Review Awards 2023             | Beste Kamera                         | Gewonnen  | Rodrigo Prieto                                             |
| National Society of Film Critics Awards 2024     | Beste Hauptdarstellerin              | Runner-up | Lily Gladstone                                             |
| National Society of Film Critics Awards 2024     | Beste Kamera                         | Gewonnen  | Rodrigo Prieto                                             |
| New York Film Critics Circle Awards 2023         | Bester Film                          | Gewonnen  | k. A.                                                      |
| New York Film Critics Circle Awards 2023         | Beste Hauptdarstellerin              | Gewonnen  | Lily Gladstone                                             |
| Online Film Critics Society Awards 2024          | Bester Film                          | Nominiert | k. A.                                                      |
| Online Film Critics Society Awards 2024          | Beste Regie                          | Nominiert | Martin Scorsese                                            |
| Online Film Critics Society Awards 2024          | Bestes adaptiertes Drehbuch          | Nominiert | Eric Roth Martin Scorsese                                  |
| Online Film Critics Society Awards 2024          | Bester Hauptdarsteller               | Nominiert | Leonardo DiCaprio                                          |
| Online Film Critics Society Awards 2024          | Beste Hauptdarstellerin              | Gewonnen  | Lily Gladstone                                             |
| Online Film Critics Society Awards 2024          | Bester Nebendarsteller               | Nominiert | Robert De Niro                                             |
| Online Film Critics Society Awards 2024          | Beste Kamera                         | Nominiert | Rodrigo Prieto                                             |
| Online Film Critics Society Awards 2024          | Beste Filmmusik                      | Nominiert | Robbie Robertson                                           |
| Online Film Critics Society Awards 2024          | Bester Schnitt                       | Nominiert | Thelma Schoonmaker                                         |
| Online Film Critics Society Awards 2024          | Bestes Szenenbild                    | Nominiert | Jack Fisk                                                  |
| Online Film Critics Society Awards 2024          | Bestes Kostümdesign                  | Nominiert | Jacqueline West                                            |
| Oscar                                            | Bester Film                          | Nominiert | Dan Friedkin, Daniel Lupi, Martin Scorsese, Bradley Thomas |
| Oscar                                            | Beste Regie                          | Nominiert | Martin Scorsese                                            |
| Oscar                                            | Beste Hauptdarstellerin              | Nominiert | Lily Gladstone                                             |
| Oscar                                            | Bester Nebendarsteller               | Nominiert | Robert De Niro                                             |
| Oscar                                            | Beste Kamera                         | Nominiert | Rodrigo Prieto                                             |
| Oscar                                            | Bestes Szenenbild                    | Nominiert | Jack Fisk, Adam Willis                                     |
| Oscar                                            | Beste Kostüme                        | Nominiert | Jacqueline West                                            |
| Oscar                                            | Beste Filmmusik                      | Nominiert | Robbie Robertson                                           |
| Oscar                                            | Bester Song                          | Nominiert | Robbie Robertson („Wahzhazhe (A Song for My People)“)      |
| Oscar                                            | Bester Schnitt                       | Nominiert | Thelma Schoonmaker                                         |
| Palm Springs International Film Festival 2024    | Chairman’s Vanguard Award            | Gewonnen  | Martin Scorsese, Leonardo DiCaprio, Lily Gladstone         |
| People’s Choice Awards 2024                      | Bestes Filmdrama                     | Nominiert | k. A.                                                      |
| People’s Choice Awards 2024                      | Bester Darsteller                    | Nominiert | Leonardo DiCaprio                                          |
| People’s Choice Awards 2024                      | Bester Darsteller in einem Filmdrama | Nominiert | Leonardo DiCaprio                                          |
| Producers Guild of America Awards 2024           | Bester Kinofilm                      | Nominiert | k. A.                                                      |
| Santa Barbara International Film Festival 2024   | Virtuoso Award                       | Gewonnen  | Lily Gladstone                                             |
| Satellite Awards 2023                            | Bester Film – Drama                  | Nominiert | k. A.                                                      |
| Satellite Awards 2023                            | Beste Regie                          | Nominiert | Martin Scorsese                                            |
| Satellite Awards 2023                            | Bestes adaptiertes Drehbuch          | Nominiert | Martin Scorsese, Eric Roth                                 |
| Satellite Awards 2023                            | Bester Hauptdarsteller – Drama       | Nominiert | Leonardo DiCaprio                                          |
| Satellite Awards 2023                            | Beste Hauptdarstellerin – Drama      | Gewonnen  | Lily Gladstone                                             |
| Satellite Awards 2023                            | Bester Nebendarsteller               | Nominiert | Robert De Niro                                             |
| Satellite Awards 2023                            | Beste Kamera                         | Nominiert | Rodrigo Prieto                                             |
| Satellite Awards 2023                            | Beste Filmmusik                      | Nominiert | Robbie Robertson                                           |
| Satellite Awards 2023                            | Bester Schnitt                       | Nominiert | Thelma Schoonmaker                                         |
| Satellite Awards 2023                            | Bestes Szenenbild                    | Nominiert | Jack Fisk, Adam Willis                                     |
| Satellite Awards 2023                            | Beste Kostüme                        | Nominiert | Jacqueline West                                            |
| Satellite Awards 2023                            | Bester Ton                           | Nominiert | k. A.                                                      |
| Screen Actors Guild Awards 2024                  | Beste Hauptdarstellerin              | Gewonnen  | Lily Gladstone                                             |
| Screen Actors Guild Awards 2024                  | Bester Nebendarsteller               | Nominiert | Robert De Niro                                             |
| Screen Actors Guild Awards 2024                  | Bestes Schauspielensemble            | Nominiert | diverse                                                    |
| Toronto Film Critics Association Awards 2023     | Bester Film                          | Runner-up | k. A.                                                      |
| Toronto Film Critics Association Awards 2023     | Beste Regie                          | Runner-up | Martin Scorsese                                            |
| Toronto Film Critics Association Awards 2023     | Bestes adaptiertes Drehbuch          | Gewonnen  | Martin Scorsese, Eric Roth                                 |
| Toronto Film Critics Association Awards 2023     | Beste Hauptdarstellerin              | Gewonnen  | Lily Gladstone                                             |
| USC Libraries Scripter Awards 2024               | Bestes adaptiertes Drehbuch          | Nominiert | Martin Scorsese, Eric Roth                                 |
| Writers Guild of America Awards 2024             | Bestes adaptiertes Drehbuch          | Nominiert | Martin Scorsese, Eric Roth                                 |

## Synchronisation
Die deutsche Synchronisation entstand nach einem Dialogbuch und der Dialogregie von Axel Malzacher im Auftrag der FFS Film- & Fernseh-Synchron GmbH in Berlin.
| Darsteller         | Synchronsprecher   | Rolle                      |
| ------------------ | ------------------ | -------------------------- |
| Leonardo DiCaprio  | Gerrit Schmidt-Foß | Ernest Burkhart            |
| Robert De Niro     | Christian Brückner | William King Hale          |
| Jesse Plemons      | Tommy Morgenstern  | BOI-Agent Tom White        |
| Lily Gladstone     | Elisa Bannat       | Mollie Burkhart            |
| Michael Abbott Jr. | Tim Sander         | Agent Frank Smith          |
| Sturgill Simpson   | Torben Liebrecht   | Henry Grammer              |
| William Belleau    | Martin Kautz       | Henry Roan                 |
| Ty Mitchell        | Oliver Stritzel    | John Ramsey                |
| Tatanka Means      | Jaron Löwenberg    | John Wren                  |
| Louis Cancelmi     | Frank Schaff       | Kelsie Morrison            |
| Tantoo Cardinal    | –                  | Lizzie Q                   |
| Martin Scorsese    | Lutz Riedel        | Radio Show Produzent       |
| J. C. MacKenzie    | Tom Vogt           | Radio-Ansager              |
| Larry Fessenden    | Lutz Schnell       | Radiostimme (für Hale)     |
| Steve Eastin       | Axel Lutter        | Richter Pollock            |
| Joey Oglesby       | Tobias Müller      | Roy Bunch                  |
| John Lithgow       | Holger Mahlich     | Staatsanwalt Peter Leaward |
| Brendan Fraser     | Torsten Münchow    | W.S. Hamilton              |